# Ја, ти, он, она
Ја, ти, он, она (фр. Je Tu Il Elle) је француско-белгијски филм из 1974. године белгијске филмске редитељке Шантал Акерман. У част 30. годишњице доделе награда Теди, филм је изабран за приказивање на 66. Берлинском међународном филмском фестивалу у фебруару 2016. године.

## Заплет
Џули, нараторка филма, живи сама у својој соби. Током прве трећине филма, она премешта намештај, пише писма, излежава се гола и једе шећер из папирне кесе. На крају напушта своју собу и стопира са младим мушким возачем. Заустављају се у ресторану, бару и тоалету. Имају сексуални однос док он разговара о свом породичном животу у дугом монологу, пре него што се растану.
Џули затим посећује жену, своју бившу љубавницу, која јој прави сендвиче и пиће. Џули затим сугестивно почиње да свлачи жену и оне имају секс. Џулијина нарација каже да јој је жена рекла да мора да оде ујутру, и она то и чини.

## Улоге
- Шантал Акерман као Џули
- Нилс Ареструп као возач
- Клер Вутион као жена

## Продукција
Акерман је написала причу за филм неколико година пре снимања, коју је једном описала као веома личну, а истовремено и неаутобиографску због своје структуре која се меша са њеним искуствима из тинејџерских дана. Сцена секса између Џули и њене бивше љубавнице је прва графичка лезбејска секс сцена у мејнстрим кинематографији и једна од најдужих лезбејских секс сцена на филму.

## Пријем
Филм је био добро прихваћен од стране критичара. На агрегатору рецензија Rotten Tomatoes, филм има оцену од 100% на основу рецензија 8 критичара и просечну оцену 7,80/10.